# Hansi Burg
Hansi Burg (* 12. Februar 1898 in Wien; † 14. März 1975 in Garatshausen, eigentlich Wilhelmine Alexandrine Hansi Antoinette Hirschburg) war eine deutsch-österreichische Schauspielerin und die Lebensgefährtin von Hans Albers.

## Leben und Wirken
Hansi Burg wurde in eine prominente Künstlerfamilie hineingeboren. Ihre Mutter war die erfolgreiche Koloratursopranistin Emmy Burg-Raabe. Ihr Vater Eugen Burg galt zwischen Wien und Berlin als einer der gefragtesten Theaterregisseure und Schauspieler seiner Zeit. Prägende Jahre verbrachte das Ehepaar mit Hansi und ihren beiden Schwestern in New York, wo Burg das Deutsche Theater leitete.
Sie wuchs seit 1910 in Berlin auf und begann ihre Bühnenlaufbahn 1917 am dortigen Lustspielhaus unter den Intendanz von Heinrich Bolten-Baeckers.
Während einer Verpflichtung am Trianon-Theater (Spielzeit 1920/21) lernte sie ihren Kollegen Hans Albers näher kennen, der zu dieser Zeit ebenfalls an dieser Spielstätte der Rotter-Brüder wirkte. Zu dieser Zeit hatte Hansi Burg mehrere Engagements in Revuen und Filmen. Burg und Albers waren um 1925 beide unter verschiedenen Adressen im Berliner Stadtbezirk Charlottenburg wohnhaft. Später lebten sie als Paar zusammen. Als Wochenenddomizil diente den beiden die herrschaftliche Villa Oeding am Wannsee.
Albers machte aus seinen Antipathien gegen das NS-Regime keinen Hehl. Aufgrund der jüdischen Vorfahren von Hansi Burg geriet das Paar bald nach der Machtübernahme des NS-Regimes unter Beobachtung und unter Beschuss des Propagandaministers und ins Fadenkreuz von NS-Rasseideologen. Um das über ihn verhängte Berufsverbot aufzuheben, erklärte Albers in einem Schreiben an Joseph Goebbels vom 15. Oktober 1935 seine offizielle Trennung von Hansi Burg.
Um dies zu untermauern, ging Hansi Burg eine Scheinehe mit dem norwegischen Staatsbürger Erich Blydt ein. Dieser war Architekt und betrieb seit 1922 am Kurfürstendamm die „Kunsthandlung Deutsche Kunst“, in der er Werke von Mitgliedern der „Berliner Secession“ ausstellte. Zeitgleich mit der Eheschließung von Hansi Burg verlagerte Hans Albers im Juli 1935 seinen Wohnsitz von Berlin ins bayerische Garatshausen am Starnberger See.
„De facto lebten Hans & Hansi auch weiterhin als Paar am Starnberger See zusammen bis Hansi Burg Albers’ Wankelmut eigene Entschlossenheit entgegensetzte und 1939 auf eigene Faust klammheimlich ins Exil über die Schweiz nach London abreiste.“
Ohne Albers vorab zu informieren, riss sich Hansi Burg 1939 aufgrund der zunehmenden rechtlichen und sozialen Diffamierungen von ihm los. Durch ihre Heirat war sie norwegische Staatsbürgerin geworden, was ihr (von einem Urlaub in der Schweiz aus) die Flucht nach Großbritannien ermöglichte. Die Trennung geschah auch zu Albers’ Schutz. Im Gegensatz zu ihr hatte er wenig Talent für Fremdsprachen, um seine Karriere im Ausland fortzusetzen. Eine gemeinsame Emigration schien beiden sinnlos.

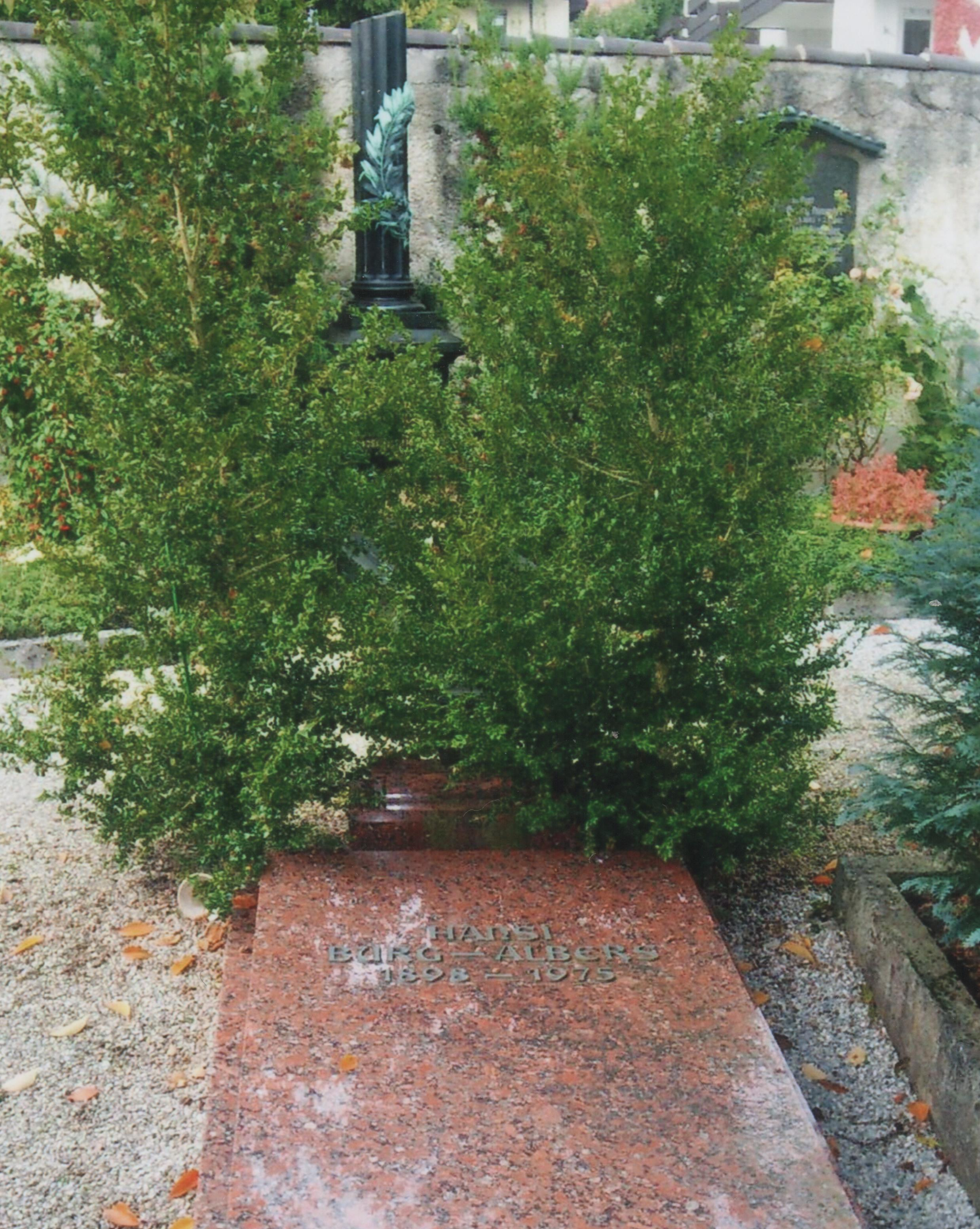
Grabstätte von Hansi Burg

Hansi Burg arbeitete in England als Vertreterin für Bekleidung. Kurz nach Deutschlands Kapitulation ließ sie sich als Berichterstatterin einer britischen Zeitung anstellen und gelangte so zurück zu Hans Albers. Erst im Mai 1946 kehrte Hansi Burg zu Albers zurück. Die Beziehung setzte sich bis zu Albers’ Tod im Jahr 1960 fort. In den Nachkriegsjahren führten Albers und Burg ein gastfreundliches Haus in ihrer Garatshausener Villa mit großem, parkähnlichem Grundstück. Kollegen aus den Filmstudios von Babelsberg oder Geiselgasteig wie etwa Romy Schneider kamen zu Besuch.
Nach Albers’ Tod begannen jahrelange Erbschaftsstreitigkeiten, weil er kein Testament hinterlassen hatte. Dank eines Schriftstücks, auf dem Albers notiert hatte, dass Hansi Burg seine Erbin sei, erhielt sie schließlich das Haus und das weitere Vermögen zugesprochen. Hansi Burg lebte nun zurückgezogen. Nach dem Verlust ihrer gesamten Familie durch den Holocaust war ihr als einzige Vertraute die Haushälterin geblieben.
1971, vier Jahre vor ihrem Tod, verkaufte sie die Villa in Garatshausen an den Freistaat Bayern. Auflage war, dass der Erwerb für „öffentliche Erholungszwecke“ dienen solle. Burg verblieb aufgrund des vertraglich verankerten Wohnrechts. Ihre sterblichen Überreste ruhen auf dem Friedhof der alten Tutzinger Pfarrkirche St. Peter und Paul. Ihr restliches Vermögen vermachte sie dem Verein Lebenshilfe e. V., der sich seit 1971 geistig und mehrfach behinderter Menschen jeden Alters annimmt.

## Filmografie
- 1919: Mutter Erde
- 1919: Abenteuer der Bianetti
- 1920: Das Mädchen aus der Ackerstraße. 1. Teil
- 1920: Der unsichtbare Dieb

## Film
- Die Liebe des Hans Albers. Dokudrama, produziert von Michael Souvignier und Till Derenbach, 2021[5]